# Estado de Jartum
Jartum o Al-Jarṭoum (en árabe الخرطوم) es uno de los 18 estados de Sudán. Tiene un área de 22.122 km² y una población estimada de 5.827.729 (2012). Jartum es la capital del estado.

## Distritos
- Al-Kharṭoum
- Al-Kharṭoum Bahri
- Jabal Awliyā'
- Karary
- Umdurmān
- Ombadda
- Sharq an-Nīl